# Cèbids

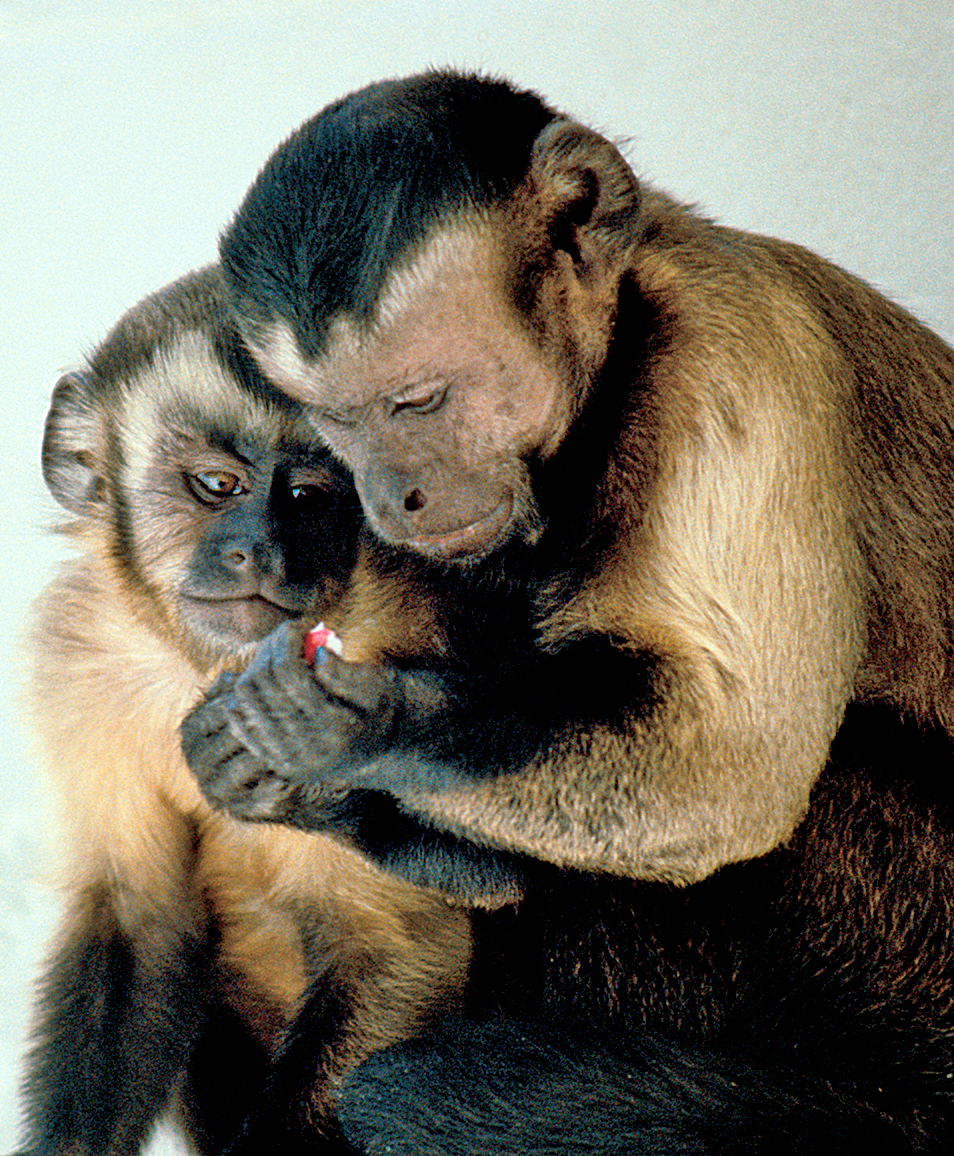
Una parella de caputxins carablancs

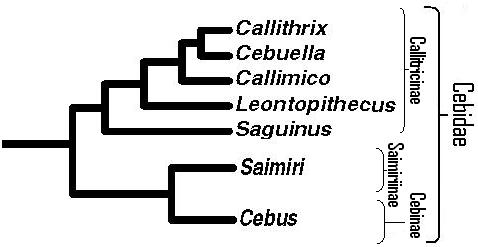
Cladograma dels cèbids

Els cèbids (Cebidae) són una de les cinc famílies de micos del Nou Món.

## Descripció
Són primats platirrins de cos allargat, cua llarga -generalment prènsil- i amb les extremitats posteriors més llargues que les anteriors.

## Classificació
- Família Cebidae
  - Subfamília Cebinae
    - Gènere Cebus
      - C. aequatorialis
      - C. albifrons
      - C. brunneus
      - C. capucinus
      - C. castaneus
      - C. cesarae
      - C. cuscinus
      - C. flavius
      - C. imitator
      - C. kaapori
      - C. leucocephalus
      - C. malitiosus
      - C. nigritus
      - C. olivaceus
      - C. trinitatis
      - C. unicolor
      - C. versicolor
      - C. xanthosternos
      - C. yuracus

    - Gènere Sapajus
      - S. apella
      - S. cay
      - S. flavius
      - S. libidinosus
      - S. nigritus
      - S. robustus
      - S. xanthosternos

  - Subfamília Saimiriinae
    - Gènere Saimiri
      - Saimiri ustus
      - Saimiri vanzolinii
      - Saimiri boliviensis
      - Saimiri oerstedi
      - Saimiri sciureus

## Tàxons extints
- Gènere Acrecebus
  - Acrecebus fraileyi
- Gènere Chilecebus
  - Chilecebus carrascoensis
- Gènere Dolichocebus
  - Dolichocebus gaimanensis
- Gènere Laventiana
  - Laventiana annectens
- Gènere Neosaimiri
  - Neosaimiri fieldsi
- Gènere Panamacebus
  - Panamacebus transitus